# 中村 (青森県)
中村（なかむら）は、かつて青森県にあった村。

## 地理
- 河川：中村川、徳明川、白沢
- 山岳：白草山、石倉山、扇ノ金目山、笹森、鍋森山、杭子山
- 池沼：黒坊沼

## 沿革
- 1889年（明治22年）4月1日 - 町村制施行により西津軽郡中村、長平村、芦萢村、浜横沢村が合併し、中村が発足。
- 1939年（昭和14年）8月1日 - 中津軽郡岩木村の大字松代を編入。
- 1955年（昭和30年）3月31日 - 西津軽郡鰺ヶ沢町、赤石村、舞戸村、鳴沢村と合併し、鰺ヶ沢町を新設し消滅。

## 経済

### 産業
農業
『大日本篤農家名鑑』によれば、中村の篤農家は、「北川彌平、日照田春吉、一戸才門四郎、一戸虎三郎」などである。

## 出身・ゆかりのある人物
- 一戸才門四郎（中村村長、郡会議員）